# Alfonso Gallo
Alfonso Gallo (Aversa, 24 marzo 1890 – Roma, 1º dicembre 1952) è stato un bibliotecario italiano.

## Biografia
Conseguì la laurea in lettere presso l'Università di Napoli. Si iscrisse inoltre alla facoltà di medicina. Si interessò agli studi sulla conservazione dei libri e nel 1938 fondò l'Istituto per la patologia del libro (IPL, oggi ICPAL) che diresse fino all'anno della sua morte, il 1952. 

Gli è stato intitolato il Museo dell'Istituto Centrale di Patologia del Libro.